# Lo chiamavano Jeeg Robot
Lo chiamavano Jeeg Robot (japonès: 皆はこう呼んだ、「鋼鉄ジーグ」) és una pel·lícula italiana de superherois del 2015 dirigida per Gabriele Mainetti i protagonitzat per Claudio Santamaria en el paper principal. La trama tracta d'un lladre misantròpic solitari anomenat Enzo, que guanya força sobrehumana després de ser afectat per residus radioactius a les aigües del Tíber.
La pel·lícula és un homenatge a la sèrie d'anime i manga Steel Jeeg (Jeeg robot d'acciaio a Itàlia, on és molt popular) de Gō Nagai, de la qual ocupa algunes temàtiques; el títol és un acudit intern basat en el personatge d'Alessia que creu que l'heroi de l'anime, Hiroshi Shiba, existeix al món real, i ella confon Enzo amb ell. El títol també és una referència a la pel·lícula de l'spaghetti western Li deien Trinidad.
Va rebre crítiques molt positives i va ser nominada a diversos premis de la indústria cinematogràfica, incloent disset David di Donatello, dels que va ga guanyar vuit. La pel·lícula també va ser una de les set pel·lícules d'una llista que va ser seleccionada com a entrada italiana per al Oscar a la millor pel·lícula de parla no anglesa als Premis Oscar de 2014, però finalment fou escollida Fuocoammare.
Després d'un èxit en els cinemes italians el 2016, la pel·lícula va tenir una estrena limitada als Estats Units a partir del 17 de març de 2017 per Uncork'd Entertainment.

## Argument
Enzo Ceccotti és un lladre que viu al barri marginal de Tor Bella Monaca de Roma. Després de robar un rellotge de polsera, Enzo escapa de dos agents de policia saltant al Tíber. Quan l'Enzo intenta sortir, entra en contacte amb residus radioactius després de trencar accidentalment un barril sota el nivell del riu. Passant una nit amb febre i vòmits, es desperta curat però amb una tos persistent.
Enzo decideix vendre el rellotge a Sergio, que treballa per a Fabio Cannizzaro, conegut com "Gipsy", un gàngster psicòpata amb fam de fama. Sergio el porta a una feina que suposadament implica extreure cocaïna de dins d'un parell de germans que transporten droga. A casa d'en Sergio, l'Enzo coneix la seva filla Alessia, una dona psicològicament danyada que s'escapa de la realitat mirant contínuament l'anime Steel Jeeg i relacionant-hi tot. Després d'arribar amb els narcotraficants a la part superior d'un edifici en construcció, un d'ells mor d'una sobredosi quan se li trenca el recipient de l'estómac. Sergio es nega a portar-lo a l'hospital, així que el germà de l'home li agafa l'arma i li dispara. Sergio, abans de morir, colpeja el cap de l'home contra un pilar. Aleshores, l'home dispara a Enzo a l'espatlla, tirant-lo cap enrere de l'edifici; Miraculosament, Enzo sobreviu.
A casa, Enzo descobreix que ha adquirit una força excepcional, la raó de la seva capacitat curativa. Aquella nit, roba un ATM i és filmat per una càmera de seguretat; el vídeo de vigilància es fa viral i la premsa anomena Enzo un súper criminal, encara que ningú sap la seva veritable identitat. Gipsy descobreix que Sergio no ha tornat amb la cocaïna, que la banda va comprar a un clan de la camorra liderat per Nunzia Lo Cosimo, una terrorista. Gipsy ha de recuperar la cocaïna o pagar a Nunzia, així que ell i la seva colla envaeixen el lloc d'en Sergio, trobant només l'Alessia. Enzo la rescata aixafant el grup de Gipsy, i Alessia el confon amb Hiroshi Shiba, l'heroi de Steel Jeeg.
L'Enzo, que vol viure en solitud, porta l'Alessia a una casa d'atenció residencial, on s'allotjava anteriorment mentre el seu pare estava empresonat. Trobant informació amagada a l'estoig d'ulleres d'en Sergio, l'Enzo roba el valuós contingut del mateix camió blindat que Gipsy i la seva banda estan a punt d'atacar. Això augmenta la infàmia d'Enzo, fent que Gipsy estigui gelós. Poc després, dos agents de policia porten l'Alessia a l'Enzo després de trobar-la vagant per l'autopista, i ell la porta. Aquella nit, mentre veuen un episodi de Steel Jeeg, l'Alessia experimenta un ruptura emocional, revelant que va patir abús sexual.
La colla d'en Gipsy s'enfonsa mentre la seva colla qüestiona el seu lideratge, i Gipsy ordena als seus rottweilers que maltractin un gàngster que li suggereix demanar un préstec. No obstant això, sense cap altra opció, Gipsy es posa en contacte amb l’usurpador transsexual brasiler Marcellone, només per ser atacat per Nunzia i la seva banda; en l'enfrontament posterior, només sobreviuen Gipsy i Nunzia.
Enzo inicia una trobada sexual, a la qual l'Alessia se sotmet passivament després de demanar-li que alenti la velocitat. Durant una discussió immediatament després, Enzo revela la veritat sobre la mort del seu pare. Alessia fuig enfadada i puja a un tramvia. Enzo l’atura amb la seva força sobrehumana i es disculpa, dient-li a l'Alessia que es preocupa per ella i oferint-li anar amb ella a veure el cos del seu pare. Els passatgers filmen això i Gipsy descobreix la identitat d'Enzo. Ell i la seva assistent, Tazzina, segresten l'Alessia per forçar l'Enzo a revelar com va obtenir els seus poders. Enzo el porta al moll del Tíber, on Nunzia ataca. Alessia rep un tret i li demana a l'Enzo que faci servir els seus poders per sempre abans de morir. Gipsy és disparat diverses vegades, després cremat viu per Nunzia amb un llançaflames i aparentment mor al Tíber. L'endemà, emergeix del riu, marcat i cremat però amb superpoders com l'Enzo. Va a Nàpols i es filma mentre mata Nunzia i la seva colla.
Mentre vaga sol, Enzo salva una dona i la seva filla d'un cotxe en flames. Enzo veu un vídeo a la televisió on Gipsy amenaça amb bombardejar l'Estadi Olímpic. Enzo troba i s'enfronta a Gipsy, però és incapaç de desactivar la bomba. Enzo l'agafa i salta al Tíber des del pont Musica-Armando Trovajoli amb Gipsy, que mor a l'explosió. Enzo, ara considerat mort i exaltat com un heroi, vetlla per Roma des del Colosseu i, decidit a protegir la ciutat, es posa una màscara Jeeg que l'Alessia li va teixir.

## Repartiment
- Claudio Santamaria com Enzo Ceccotti / "Jeeg"
- Luca Marinelli com Fabio Cannizzaro / The Gipsy
- Ilenia Pastorelli com Alessia
- Stefano Ambrogi com Sergio
- Maurizio Tesei com Biondo
- Francesco Formichetti com Sperma
- Daniele Trombetti com Tazzina
- Antonia Truppo com Nunzia
- Gianluca Di Gennaro com Antonio
- Salvatore Esposito com Vincenzo

## Recepció

### Resposta crítica
Lo chiamavano Jeeg Robot va rebre crítiques positives de la crítica, que van elogiar les actuacions de Santamaria, Marinelli i Pastorelli, el guió i l'ambientació del "township". MoviePlayer va donar a la pel·lícula 3,5 estrelles sobre 5, anomenant-la "un triomf del cinema pur, escriptura, interpretació, capacitat d'escenificació i obstinació productiva". El crític de cinema Massimo Bertarelli la va considerar "una obra mestra, de veure a tota costa […] plena de diversió" lloant les actuacions de Santamaria, Marinelli i Pastorelli. Jay Weissberg de Variety va elogiar la pel·lícula, titllant-la de "sorprenentment arenosa i molt agradable". Després de la seva estrena als EUA, la pel·lícula va rebre una puntuació del 75 % a Rotten Tomatoes, basada en 12 ressenyes, amb una puntuació mitjana de 6.8/10.

### Premis i nominacions
| Any  | Premi/Festival                                | Categoria                                                       | Receptors                                  | Resultat  |
| ---- | --------------------------------------------- | --------------------------------------------------------------- | ------------------------------------------ | --------- |
| 2015 | Festa del Cinema di Roma                      | BNL Premi del Públic                                            | Gabriele Mainetti                          | Nominat   |
| 2016 | David di Donatello 2016                       | Millor director novell                                          | Gabriele Mainetti                          | Guanyador |
| 2016 | David di Donatello 2016                       | Millor productor                                                | Gabriele Mainetti                          | Guanyador |
| 2016 | David di Donatello 2016                       | Millor argument                                                 | Nicola Guaglianone, Menotti                | Nominat   |
| 2016 | David di Donatello 2016                       | Millor actriu                                                   | Ilenia Pastorelli                          | Guanyador |
| 2016 | David di Donatello 2016                       | Millor actor                                                    | Claudio Santamaria                         | Guanyador |
| 2016 | David di Donatello 2016                       | Millor actriu no protagonista                                   | Antonia Truppo                             | Guanyador |
| 2016 | David di Donatello 2016                       | Millor actor no protagonista                                    | Luca Marinelli                             | Guanyador |
| 2016 | David di Donatello 2016                       | Millor fotografia                                               | Michele D'Attanasio                        | Nominat   |
| 2016 | David di Donatello 2016                       | Millor músic                                                    | Gabriele Mainetti, Michele Braga           | Nominat   |
| 2016 | David di Donatello 2016                       | Millor escenografia                                             | Massimiliano Sturiale                      | Nominat   |
| 2016 | David di Donatello 2016                       | Millor vestuari                                                 | Mary Montalto                              | Nominat   |
| 2016 | David di Donatello 2016                       | Millor maquillatge                                              | Giulio Pezza                               | Nominat   |
| 2016 | David di Donatello 2016                       | Millor perruqueria                                              | Angela Vannella                            | Nominat   |
| 2016 | David di Donatello 2016                       | Millor muntatge                                                 | Andrea Maguolo                             | Guanyador |
| 2016 | David di Donatello 2016                       | Millor enginyer de so directe                                   | Valentino Giannì                           | Nominat   |
| 2016 | David di Donatello 2016                       | Millors efectes especials visuals                               | Chromatica                                 | Nominat   |
| 2016 | David di Donatello 2016                       | Mercedes-Benz Future Award                                      | Gabriele Mainetti                          | Guanyador |
| 2016 | Festival Internacional de Cinema de Bari      | Premi Ettore Scola al millor nou director                       | Gabriele Mainetti                          | Guanyador |
| 2016 | Amsterdam Imagine Film Festival               | Premi Silver Scream                                             | Gabriele Mainetti                          | Guanyador |
| 2016 | Festival Internacional de Cinema de Seattle   | Premi a la millor pel·lícula                                    | Gabriele Mainetti                          | Nominat   |
| 2016 | Nastri d'argento 2017                         | Millor director novell                                          | Gabriele Mainetti                          | Guanyador |
| 2016 | Nastri d'argento 2017                         | Millor productor                                                | Gabriele Mainetti, Goon Films i Rai Cinema | Nominat   |
| 2016 | Nastri d'argento 2017                         | Millor actor                                                    | Claudio Santamaria                         | Nominat   |
| 2016 | Nastri d'argento 2017                         | Millor actor secundari                                          | Luca Marinelli                             | Guanyador |
| 2016 | Nastri d'argento 2017                         | Millor guió                                                     | Nicola Guaglianone e Menotti               | Nominat   |
| 2016 | Nastri d'argento 2017                         | Millor fotografia                                               | Michele D'Attanasio                        | Nominat   |
| 2016 | Nastri d'argento 2017                         | Millor escenografia                                             | Massimiliano Sturiale                      | Nominat   |
| 2016 | Nastri d'argento 2017                         | Millor vestuari                                                 | Mary Montalto                              | Nominat   |
| 2016 | Nastri d'argento 2017                         | Millor banda sonora                                             | Gabriele Mainetti and Michele Braga        | Nominat   |
| 2016 | Nastri d'argento 2017                         | Premi Hamilton behind the camera                                | Gabriele Mainetti                          | Guanyador |
| 2016 | 56ns Globi d’Oro                              | Millor pel·lícula                                               | Gabriele Mainetti                          | Guanyador |
| 2016 | 56ns Globi d’Oro                              | Millor opera prima                                              | Gabriele Mainetti                          | Nominat   |
| 2016 | 56ns Globi d’Oro                              | Millor actor                                                    | Claudio Santamaria                         | Nominat   |
| 2016 | 56ns Globi d’Oro                              | Millor actriu                                                   | Ilenia Pastorelli                          | Nominat   |
| 2016 | Italian Contemporary Film Festival            | Premi de l’Associació de Crítics de Cinema de Toronto           | Gabriele Mainetti                          | Guanyador |
| 2016 | Festival de Cinema de Giffoni                 | Premi Giffoni Experience                                        | Claudio Santamaria                         | Guanyador |
| 2016 | Ischia Global Film & Music Festival           | Italian Worldwide Award                                         | Gabriele Mainetti                          | Guanyador |
| 2016 | 73a Mostra Internacional de Cinema de Venècia | Premi Starlight al millor debut en direcció                     | Gabriele Mainetti                          | Guanyador |
| 2016 | 73a Mostra Internacional de Cinema de Venècia | Premi Starlight al millor actor                                 | Claudio Santamaria                         | Guanyador |
| 2016 | 73a Mostra Internacional de Cinema de Venècia | Premi Kinèo i RAI Com a la millor estrena italiana a l’estrager | Gabriele Mainetti                          | Guanyador |
| 2016 | 73a Mostra Internacional de Cinema de Venècia | Premi Kinèo i Millor pel·lícula                                 | Gabriele Mainetti                          | Guanyador |
| 2016 | 73a Mostra Internacional de Cinema de Venècia | Premi Kinèo al millor actor                                     | Claudio Santamaria                         | Guanyador |

## Llegat
El 2016 es va publicar un còmic basat en la pel·lícula, produït per Lucky Red i La Gazzetta dello Sport. El còmic està escrit per Roberto Recchioni, dibuixat per Giorgio Pontrelli i Stefano Simeone, i amb les portades de Giacomo Bevilacqua, Leo Ortolani i Zerocalcare, i té lloc després dels esdeveniments de la pel·lícula.